# Csorba András (színművész)
Csorba András (Brăila, 1927. augusztus 25. – Marosvásárhely, 1987. augusztus 24.) erdélyi magyar színész, színészpedagógus, színigazgató, éveken át a Szentgyörgyi István Színművészeti Intézet rektora.

## Életpályája
Édesapja Csorba István csíkszentdomokosi cipészsegéd volt, aki az 1920-as évek elején Brăilában kapott munkát. Itt ismerkedett össze a cselédként dolgozó Csűdör Bertával. 1940-ben a család Marosvásárhelyen telepedett le. Középiskolai tanulmányait a helyi Kereskedelmi Reál Iskolában végezte. Rendszeresen szerepelt színielőadásokban. 1952-ben végzett Marosvásárhelyen a Szentgyörgyi István Színművészeti Intézetben. Első színpadi szerepét elsőéves főiskolásként Arvids Grigulis Agyag és porcelán című darabjában kapta, Igor századost alakította. Vizsgaelőadása 1952-ben A. Borozina – A. Davidszon Harmadévesek című színművében Andrej alakjának megformálása volt. A marosvásárhelyi Székely Színház tagja lett. 1954-től tanított a Szentgyörgyi István Színművészeti Intézetben, 1981 és 1987 között pedig az intézet rektora volt. 1970-től 1973-ig a marosvásárhelyi Nemzeti Színház igazgatója volt, 1973-ban lemondott tisztségéről. Magyarországon egyetlen filmben szerepelt, az 1962-ben Gertler Viktor rendezésében készült Az aranyember című filmben Tímár Mihály szerepét alakította.

## Színpadi szerepei
- Csiky Gergely: Ingyenélők... Darvas Károly
- Kincses Elemér: Porond... Péter, a késdobáló
- Bródy Sándor: A tanítónő... Ifj. Nagy
- Gyurkó László: Szerelmem, Elektra... Oresztész
- Szabó Lajos: Mentség... Misztótfalusi Kis Miklós
- William Shakespeare: Othello... Othello
- Richard Nash: Az esőhozó ember... Fille
- Niccolò Machiavelli: Mandragora... Callimaco
- Vasile Lovinescu: Élet és halál játéka a hamusivatagban... Apa
- Vörösmarty Mihály: Csongor és Tünde... Csongor
- Makszim Gorkij: Kispolgárok... Nyil
- Moreto: Donna Diana... Don Carlos
- Kós Károly: Budai Nagy Antal... Budai Nagy Antal
- Shakespeare: A makrancos hölgy... Petruchio
- Tennessee Williams: A vágy villamosa... Stanley
- Lev Nyikolajevics Tolsztoj: A sötétség hatalma... Nyikita
- Gorkij: Nyaralók...Bazsov
- Anton Pavlovics Csehov: Három nővér... Andrej
- Shakespeare: Macbeth... Macbeth
- Kováts Dezső: Vihar a havason... Pintea Jóska
- Borisz Gorbatov: Apák ifjúsága... Rjabinyin
- Csehov: Platonov szerelmei... Oszip
- Heltai Jenő: A néma levente... Agárdi Péter
- Rostand: Cyrano de Bergerac... Carbon kapitány

## Filmjei
- Az aranyember (1962) – Tímár Mihály
- Buzduganul cu trei peceti (1977) – Cornis